# Colin McGinn
Pour les articles homonymes, voir McGinn.
Colin McGinn est un philosophe britannique appartenant au courant analytique, né le 10 mars 1950 à West Hartlepool en Angleterre. Il a enseigné la philosophie dans plusieurs établissements universitaires d’Europe et des États-Unis dont le University College de Londres et l’université d’Oxford en Angleterre. Il a été, entre 2006 et 2013, professeur de philosophie à l’université de Miami aux États-Unis.
McGinn est reconnu pour l’importance de son travail en philosophie de l’esprit. Il a notamment été à l’initiative d’une conception naturaliste de l’esprit désignée par le terme de « néo-mystérianisme », conception selon laquelle les capacités cognitives de l’homme ne lui permettent pas de résoudre certains problèmes théoriques, dont celui de la nature de la conscience. C’est le neurobiologiste Owen Flanagan qui a introduit en 1991 le terme de « néo-mystérien » (« new mysterian ») pour décrire la position de McGinn.
Depuis 1989, année de la rédaction de son premier article exposant cette thèse (« Can We Solve the Mind-Body Problem »), McGinn se consacre au développement et à la communication de cette pensée, ainsi qu'à d'autres sujets en lien avec la philosophie de l'esprit, la  métaphysique et la philosophie des sciences.

## Philosophie de l’esprit

### Néo-mystérianisme et naturalisme existentiel
Contrairement au « mystérianisme » classique, le néo-mystérianisme de McGinn n’est pas une position dualiste sur le plan ontologique mais une conception naturaliste du monde et de l’esprit. McGinn insiste en effet sur le fait que si l’esprit humain ne peut pas comprendre la nature de la conscience, ce n’est pas parce qu’un tel phénomène aurait quelque chose de surnaturel qui résisterait à toute rationalisation, mais seulement parce que notre appareil cognitif ne nous permet pas une telle rationalisation. Il qualifie ainsi sa thèse de naturalisme transcendantal (ou existentiel), thèse métaphysique qui affirme que : 
1. rien de ce qui existe dans le monde n’est en soi irrationnel ou surnaturel
2. l’existence d’une chose ne dépend pas du fait de pouvoir être compris ou expliqué par nous

### Clôture cognitive et dualisme épistémique
McGinn a défendu pour la première fois cette position dans son article « Can We Solve the Mind-Body Problem? » (Mind, 1989). Là, il y expose la notion nouvelle de « clôture cognitive » :
« Un esprit de type M est fermé cognitivement à une propriété P (ou une théorie T) si, et seulement si, la procédure de formation des concepts dont dispose M ne peut s’étendre à la saisie de P (ou à une compréhension de P)»
La nature profonde de la conscience ainsi que les propriétés du cerveau susceptibles d’expliquer la relation psychophysique appartiendraient à ce genre de propriété.
Pour justifier l’existence de cette limitation intellectuelle concernant le problème difficile de la conscience, McGinn met en avant le fait qu’il n’existe que deux manières d’appréhender l’esprit : par introspection, et par étude empirique du cerveau. Ces deux voies d’accès sont nécessairement limitées et insatisfaisantes car elles ne nous donnent accès qu’à l’un des aspects du problème de la conscience: l’aspect phénoménal dans le cas de l’introspection, l’aspect physique dans le cas de l’étude empirique. Puisque notre connaissance du cerveau et celle de la conscience passent nécessairement par ces facultés cognitives distinctes, une connaissance même approfondie de ces deux termes ne peut nous permettre de comprendre la relation psychophysique.

### Pessimisme épistémologique et optimisme philosophique
Il y a une certaine ambivalence dans la position de McGinn entre une forme radicale de pessimisme épistémologique quant à la possibilité de trouver une solution satisfaisante au problème de la conscience, et une attitude philosophique raisonnablement optimiste qui nous encourage à sortir de ce problème, certes fondamental, mais pour nous insoluble. En renonçant à toute tentative présomptueuse et vaine d’expliquer la nature de la conscience ainsi que le phénomène associé de la relation corps/esprit, nous pourrions alors nous sortir de la perplexité dans laquelle ce questionnement philosophique fondamental nous plonge.

### Livres (en anglais)
- 2017, Philosophical Provocations: 55 Short Essays. MIT Press
- 2015, Inborn Knowledge: The Mystery Within. MIT Press.
- 2015, Prehension: The Hand and the Emergence of Humanity. MIT Press.
- 2015, Philosophy of Language. MIT Press.
- 2012, Bad Patches (nouvelle). Create Space Independent Publishing Platform.
- 2011, Truth by Analysis: Games, Names, and Philosophy. Oxford University Press.
- 2011, Basic Structures of Reality: Essays in Meta-Physics. Oxford University Press.
- 2011, The Meaning of Disgust. Oxford University Press.
- 2008, Sport: A Philosopher's Manual. Acumen.
- 2008, Mindfucking: A Critique of Mental Manipulation. Acumen.
- 2006, Shakespeare's Philosophy: Discovering the Meaning Behind the Plays. HarperCollins.
- 2005, The Power of Movies: How Screen and Mind Interact. Pantheon.
- 2004, Mindsight: Image, Dream, Meaning. Harvard University Press.
- 2004, Consciousness and Its Objects. Oxford University Press.
- 2002, The Making of a Philosopher: My Journey Through Twentieth-Century Philosophy. HarperCollins.
- 2001, Logical Properties: Identity, Existence, Predication, Necessity, Truth. Oxford University Press.
- 1999, The Mysterious Flame: Conscious Minds in a Material World. Basic Books.
- 1999, Knowledge and Reality: Selected Papers. Oxford University Press.
- 1997, Ethics, Evil and Fiction. Oxford University Press.
- 1997, Minds and Bodies: Philosophers and Their Ideas. Oxford University Press.
- 1993, Problems in Philosophy: The Limits of Inquiry. Basil Blackwell.
- 1992, The Space Trap (nouvelle). Duckworth.
- 1992, Moral Literacy: Or How To Do The Right Thing. Hackett.
- 1991, The Problem of Consciousness. Basil Blackwell.
- 1989, Mental Content. Basil Blackwell.
- 1984, Wittgenstein on Meaning. Basil Blackwell.
- 1983, The Subjective View: Secondary Qualities and Indexical Thoughts. Oxford University Press.
- 1982, The Character of Mind. Oxford University Press (second edition, 1997).

### Articles de référence (en anglais)
- 2001, "How Not To Solve the Mind-Body Problem". In Carl Gillett and Barry Loewer (eds.). Physicalism and Its Discontents. Cambridge University Press.
- 1995, "Consciousness and Space". Journal of Consciousness Studies.
- 1994, "The Problem of Philosophy". Philosophical Studies.
- 1992, "Must I Be Morally Perfect?". Analysis.
- 1989, "Can We Solve the Mind-Body Problem?" Mind.
- 1972, "Mach and Husserl". Journal for the British Society of Phenomenology.

### Littérature secondaire
- 2009, Kriegel, Uriah. "Mysterianism," in Tim Bayne, Axel Cleeremans and Patrick Wilken (eds.), The Oxford Companion to Consciousness, Oxford University Press, pp. 461–462.
- 2003, 9 June, Fearn, Nicholas. "Proudly Ignorant", New Statesman (review of McGinn's The Making of a Philosopher).
- 1992, Flanagan, Owen J. Consciousness Reconsidered, The MIT Press.
- 1984, Flanagan, Owen J. The Science of the Mind, MIT Press; 2e édition, 1991, “Consciousness”, p. 313-314